# Yusufeli
Yusufeli est une ville et un district de la province d'Artvin dans la région de la mer Noire en Turquie.

## Personnalité liées à la commune
- Kadir Topbaş (1945-2021), homme politique turc.